# Mikołaj Dołmat Isajkowski
Mikołaj Dołmat Isajkowski herbu Prus I (zm. w 1667 roku) – łowczy litewski w 1640 roku, stolnik upicki w latach 1634 -1640, dworzanin pokojowy Jego Królewskiej Mości.
W 1648 roku był elektorem Jana II Kazimierza Wazy z województwa wileńskiego.